# Visvaldis
Visvaldis (latinsko Vissewalde rex de Gerzika, rusko Всеволод, Vsevolod, belorusko Усевалад, Usevalad) je bil latgalski plemič in v 13. stoletju knez Jersike. V Henrikovi kroniki Livonije se imenuje kralj (rex), * ni znano, † okoli 1230–1239.

## Biografija
Datum Visvaldisovega rojstva ni znan. Nejasno je tudi njegovo poreklo. Nekateri znanstveniki menijo, da je bil sin polockega kneza Barisa Davidaviča in matere Latgalke.
Prvi zapis o njem je iz leta 1203 in pripoveduje, kako je skupaj z Litovci napadel novo ustanovljeno mesto Rigo. Bil je vazal Pološke kneževine, poročen s hčerko litovskega velikega kneza Daugeruta, s čimer je postal tudi zaveznik Litve. Med letoma 1203 in 1208 je Visvaldis skupaj z Litovci večkrat napadel livonska ozemlja in poskušal pridobiti popoln nadzor nad reko Dvino. 
Leta 1209 je riški škof Albert vodil nemške križarje in zavezniško livonsko vojsko proti kneževini Jersiki. Križarji niso naleteli na večji odpor in so oropali Visvaldisovo prestolnico, gradišče Jersika, ter njegovo ženo odpeljali v ujetništvo. Visvaldisu je uspelo pobegniti, vendar se je bil prisiljen predati in postati vazal škofa Alberta Riškega. Prisiljen je bil podrediti svojo kneževino Albertu kot darilo Riški škofiji. V zameno je prejel v fevd del svoje nekdanje kneževine. Visvaldisova fevdalna listina je najstarejši tovrsten dokument, ki se je ohranil v Latviji. V listini se omenja kot "kralj Jersike" (latinsko Vissewalde, rex de Gercike).
Leta 1214 je nemški vitez Majnhard iz Kokneseja ponovno uničil gradišče Jersika, ker je Visvaldis še vedno podpiral Litovce. 
V poznejših letih so Visvaldisova ozemlja večkrat delili riški škof Albert in Livonski bratje meča. 
Datum Visvaldisove smrti ni znan. Umrl je verjetno med letoma 1230 in 1239. Henrikova kronika Livonije leta 1239 opisuje gradišče Jersika kot opuščeno. 